# Бонфамий
Боннфамий (фр. Bonnefamille) — коммуна во Франции, находится в регионе Рона — Альпы. Департамент коммуны — Изер. Входит в состав кантона Ла-Верпийер. Округ коммуны — Ла-Тур-дю-Пен.
Код INSEE коммуны — 38048. Население коммуны на 2012 год составляло 1042 человека. Населённый пункт находится на высоте от 275 до 443 метров над уровнем моря. Муниципалитет расположен на расстоянии около 420 км юго-восточнее Парижа, 29 км юго-восточнее Лиона, 65 км северо-западнее Гренобля. Мэр коммуны — M. Denis Vernay, мандат действует на протяжении 2014—2020 гг.
Динамика населения (INSEE):

## Города-побратимы
- Глонн, Германия